# John Bright (Politiker)

John Bright (links) und Richard Cobden

John Bright (* 16. November 1811 in Rochdale, Lancashire; † 27. März 1889 ebenda) war ein britischer Politiker und der wichtigste Verbündete Richard Cobdens, sowie ein führendes Mitglied der Anti-Corn-Law-League. Er war ein Vertreter der Radikalen und gehörte zu den Quäkern.

## Herkunft
Abraham Bright, einer seiner Vorfahren, war am Anfang des 18. Jahrhunderts als Freisasse aus Wiltshire nach Coventry gezogen, wo sich die Familie angesiedelt hatte. Bright war der zweite Sohn von Jacob Bright (1775–1851) und dessen zweiter Frau Martha (geborene Wood) und hatte elf Geschwister, wobei sein älterer Bruder bereits als Kind starb. Seine Mutter war eine Nachfahrin des Quäkers John Gratton (1642/43–1712). Sein Vater, der sich 1802 mit seinen beiden Schwagern in Rochdale niedergelassen hatte, betrieb seit 1809 hier eine Baumwollspinnerei und -manufaktur. Er besuchte die Townhead School in Rochdale und anschließend die Penketh School, die Hodder School, die Ackworth School der Society of Friends, die York School und zuletzt eine Schule in Newton-in-Bowland. Im Jahr 1826 kam er zurück und begann im Alter von 15 Jahren für seinen Vater zu arbeiten. Zunächst half er in der väterlichen Manufaktur bei der Leinenweberei und begann danach eine Ausbildung zum Textilhändler in New Mills.

## Politisches Engagement
Im Jahre 1836 oder 1837 traf Bright zum ersten Mal Richard Cobden (1804–1865), 1838 agitierte er erstmals öffentlich gegen die Corn Laws und 1839 saß er im Komitee, das die Anti-Corn Law League gründete. Bright hatte seit 1843 einen Sitz im House of Commons, zunächst für Durham und ab 1847 für Manchester und machte sich einen Namen als guter Parlamentsredner. Er galt als bedeutender Rhetoriker und prägte unter anderem den Ausspruch „Flogging a Dead Horse“. Als lebenslanger Anhänger Temperenzbewegung und hielt Bright dort seine ersten Reden und galt als einer der fortschrittlichsten Politiker seiner Zeit, der zukunftsweisende Ansichten vertrat. Neben seinem Einsatz gegen den Alkoholmissbrauch und die Sklaverei, setzte er sich auch für die Pressefreiheit, die Ausweitung des Wahlrechts (nicht auf die Frauen) ein oder befürwortete die Möglichkeit, statt eines Eids, eine eidesstattliche Erklärung abgeben zu können. Zudem forderte er, dass die Lebensmittel von Steuern befreit werden sollten, die insbesondere für die Versorgung der ärmeren Bevölkerungsschicht notwendig waren. Einer seiner Brüder war der Fabrikant und Politiker Jacob Bright (1821–1899).
Des Weiteren war er der Ansicht, dass Innerstaatliche Konflikte nicht durch kriegerische Auseinandersetzungen ausgetragen, sondern durch ein Schiedsgericht gelöst werden sollten. 1843 gelang es ihm gemeinsam mit Cobden die gesetzliche Grundlage für den Getreideanbau und -handel für die Farmer zu verbessern. Er wandte sich als Mitglied der Peace Party aktiv gegen den Krimkrieg, konnte diesen jedoch trotz seiner Bemühungen nicht verhindern, was 1853 einen schweren Nervenzusammenbruch bei ihm auslöste.
Nach dem Verlust seines Parlamentssitzes für Manchester im Jahr 1857, kehrte er im Folgejahr überraschend für Birmingham ins Parlament zurück. Auch der Bürgerkrieg in den Vereinigten Staaten belastete ihn sehr, doch es gelang ihm zu verhindern, dass sich die Briten der Armee der Südstaaten anschlossen. Er trieb die bedeutende Britische Parlamentsreform von 1867 mit voran. Er setzte sich für eine Aufhebung der Importzölle auf Getreide ein, bekämpfte das erste Irische Home-Rule-Gesetz und war ein wichtiger Gegner verschiedener außenpolitischer Initiativen des Britischen Weltreichs. Von 1868 bis 1870 war Bright Präsident des Board of Trade und wurde 1873 und 1880 zum Kabinettsführer gewählt.
Als loyaler Anhänger des Quäkertums besuchte er regelmäßig die sonntäglichen Andachten und saß zeitweise im Komitee für „Ministry and Oversight“, wo er für den ordnungsgemäßen Ablauf von Versammlungen verantwortlich war. Er starb 1889 auf seinem Anwesen „One Ash“ bei Rochdale und wurde im Garten des dortigen Quäkerversammlungshauses beigesetzt.

## Familie
Im November 1839 heiratete Bright Elizabeth (geborene Priestman; † 10. September 1841), die älteste Tochter des Kaufmanns von Jonathan Priestman und dessen Frau Rachel.
- Helen Priestman Bright (* 1840) ⚭ W. S. Clark

Am 10. Juni 1847 heiratete er Margaret Elizabeth (geborene Leatham; † 1871), eine Tochter von William Leatham
- John Albert Bright (* 1848)
- Mary Harriet Bright (* 1849)
- William Leatham Bright (* 1851)
- Anna Elizabeth Bright (* 1854)
- Margaret Sophia Bright (* 1856)
- Leonard Bright (1859–1864)
- Philip Bright (* 1864)